# Baek Dong-kyu
Đây là một tên người Triều Tiên, họ là Baek.
Baek Dong-kyu (tiếng Hàn: 백동규; sinh ngày 30 tháng 5 năm 1991) là một cầu thủ bóng đá Hàn Quốc thi đấu ở vị trí hậu vệ cho Jeju United ở K League Classic.

## Sự nghiệp
Baek được lựa chọn bởi FC Anyang ở đợt tuyển quân K League 2014. Anh gia nhập Jeju United ngày 9 tháng 7 năm 2015. Ngày 31 tháng 5 năm 2017, Baek có một đòn khuỷu tay vào Yuki Abe những phút cuối trong trận đấu tại Giải vô địch bóng đá các câu lạc bộ châu Á 2017 trước Urawa Red Diamonds khi Jeju United thua 3–0 ngay cả khi anh ngồi trên ghế dự bị và bị đuổi khỏi sân. Anh bị cấm thi đấu 3 tháng ở tất cả các trận liên quan đến AFC và phạt $15.000 với hành vi thô bạo đó.